# Kinnekulle Ring
Der Kinnekulle Ring ist eine permanente Motorsport-Rennstrecke in Kinnekulle in Schweden.

## Geschichte
Die Strecke wurde auf dem Standort eines im Zweiten Weltkrieg verwendeten Militärstützpunkts, auf welchem Treibstoff für die Marine produziert worden war, erbaut. Der Investor Håkan Knutsson erwarb die Anlage in den 1950er-Jahren, zuerst um einen Fischteich zu bauen, doch letztendlich entschied er sich für eine Rennstrecke, welche 1959 den Betrieb aufnahm.
Bekannt wurde der Kinnekulle Ring als Austragungsort der Formel-2-Europameisterschaft im Jahr 1973. Seitdem wird die Strecke für kleinere nationale Rennserien und Rallyecrossveranstaltungen verwendet. Unter anderem wurde ein Rennen der dänischen Formel-4-Meisterschaft dort ausgetragen.

## Die Strecke
Die Strecke ist relativ kurz und hat trotz weniger Geraden eine hohe Durchschnittsgeschwindigkeit. Virtuell ist der Rundkurs in der Rennsimulation Assetto Corsa enthalten.

## Sonstiges
Im Laufe seiner Geschichte kamen 2 Fahrer auf dem Kinnekulle Ring ums Leben. 1980 starb der finnische Formula Vee Fahrer Olli Pohjanpalo während einer Sportwagenveranstaltung nach der Kollision mit einem Konkurrenten. 2008 verlor der schwedische Sportwagenfahrer Rolf Jensen bei einer historischen Veranstaltung sein Leben durch einen Herzinfarkt.